# U-3号潜艇 (1935年)
U-3号（德語：U 3）是纳粹德国战争海军建造的六艘II-A型近岸潜艇（或称U艇）之一，由基尔的德意志船厂承建，于1935年7月19日下水，至同年9月6日交付使用。该艇在运用生涯的大部分时间内都被用作训练艇，但也参加了第二次世界大战，在其五次巡逻作战中，共击沉同盟国或中立国的2艘商船，容积总吨累计为2,348吨。1944年8月1日，U-3号在哥滕哈芬退役、拆作备件，其废艇体于翌年5月3日在诺伊施塔特被英军俘获并拆解报废。

## 设计
II级潜艇是从一战中德意志帝国海军的UB级和UF级近岸潜艇发展而来。其外观尺寸小，造价便宜且易于生产，在很短时间内便能造好。这款艇具在设计上吸收了为芬兰海军定制的欧洲水鼬号的优点，是非常出色的训练艇。但由于它们体积较小，在海面上容易剧烈颠簸，因此也被德国人戏称为“独木舟”（Einbaum）。尽管如此，一些II级艇在训练任务与战斗行动中表现相当出色，许多II级艇的衍生型号也相继被建造出来。
U-3号是一款用于近岸水域作战的II-A型单壳体潜艇。其全长40.9米，舷宽4.1米，高8.6米，并有3.83米的吃水深度。水上和水下排水量则分别为254吨和303吨，惟官方提供的标准吨位为250吨。艇只采用两台曼海姆发动机厂（MWM）生产的六缸四冲程350匹公制馬力（260千瓦特）柴油机用于水面运行，以及两台各配备32个AFA蓄电池组的180匹公制馬力（130千瓦特）西门子-舒克特（SSW）电动发电机用于水下航行；水面最高航速13節（24每小時），水下6.9節（12.8每小時）；能够在水面以8節（15每小時）航速续航1,600海里（3,000），或以4節（7.4每小時）连续在水下航行35海里（65）而无需充电。它有两个轴和两副直径为0.85米的螺旋桨，具备在80－150米的深度运行的能力，紧急下潜需时25秒。
武器装备方面，U-3号在艇艏内置有三具管径为533毫米的鱼雷发射管，呈倒三角形布置，其中左舷一具、右舷一具、底部的中线上还有一具；它们合共配备5枚G7型鱼雷，或可携带最多12枚TMA或18枚TMB水雷。此外，该艇还搭载有一门20毫米30式高射炮作为甲板炮。其标准船员编制为3名军官及22名水兵。造价为150万国家马克。

## 历史
1935年2月2日，海军造舰局正式将六艘II-A型潜艇（U-1至U-6号）的建造合同发包予基尔的德意志船厂。其中U-3号的龙骨是自九天后、即2月11日开始铺设，同年7月19日下水，至同年9月6日在首度担任艇长的海军中尉汉斯·梅克尔的指挥下交付使用，成为德国在签署《英德海军协定》后入列的首批潜艇之一。完成海试后，该艇被编入驻基尔的U艇学校暨训练区舰队担任训练艇直至1940年6月30日。第二次世界大战爆发后，它分别于1939年9－10月的入侵波兰期间，以及1940年3－4月的威悉演习行动都被用作前线艇。从1940年7月1日至1944年8月1日，U-3号又转配至此时已更名为第21潜艇区舰队、并改驻皮劳的训练区舰队服役。

### 前两次巡逻
U-3号于1939年9月4日夜间8:00在王牌艇长、海军中尉约阿希姆·舍普克的指挥下离开威廉港，首次前往北海展开防御性巡逻，至9月8日上午8:10返回。在这次为期五天的行动中，该艇没有发现和袭击任何船舶。
第二次防御性巡逻则是紧随于五天后、即1939年9月13日中午12:40从威廉港启程，前往北海的泰尔斯海灵岛周边水域。翌日，一名水兵被一枚不慎滑落的鱼雷砸伤。在这次12天的航行中，U-3号同样未能发现任何敌情，直至9月24日下午1:15返港。

### 第三次巡逻
1939年9月27日中午12:30，舍普克中尉率U-3号离开威廉港，前往挪威南部水域巡逻，对中立国船舶的“违禁品”运输实施管制，至10月3日下午4:00返抵基尔。在为期7天、水面行程145海里（269）、水下行程90海里（170）的行动中，该艇击沉了两艘累计总吨位为2,348吨的北欧商船，取得其服役生涯中仅有的战功：
9月30日上午10:17，U-3号在挪威南部水域发现了正从福堡空舱驶往布莱斯、且无护航的丹麦货轮文迪亚号（Vendia，1,150吨），遂在其下方浮出水面，命令后者至汉斯特霍尔姆西北约35海里（65）处按照信号旗指示停船。起初，该船的瞭望员很难看到U艇，因为对方是在一片阳光下从船艉以平行的航向接近，文迪亚号看不清旗语，直到U-3号于10:40鸣枪示警，它才关停了发动机。然而，接下来发生的事情则存在争议：据舍普克表示，这艘船先是慢慢停下，什么也没发生，但至11:24它突然又开始移动，并试图猛烈转向撞击U艇；文迪亚号的船员则确信该船是随着风浪而摆动。舍普克遂迅速发射了一枚未及瞄准的鱼雷，击中文迪亚号的后部，导致船艉折断，随即沉没。船身残骸也于12:05发生爆炸后沉没，导致11名船员罹难。大约45分钟后，包括船长在内的6名幸存者被德国人救起，不久之后被转移到丹麦轮船斯瓦瓦号（Svava）进行遣返。
当天夜晚10:08，注册吨位为1,198吨、从哥德堡装载了零担货物和56吨弹药前往安特卫普的瑞典货轮古恩号（Gun）在距汉斯特霍尔姆西北约30海里（56）处也遭到U-3号拦截。由于吸取了此前文迪亚号的经验，舍普克先是派出一支4人搜查队登船，并通过船长提供的货物清单得知船上载有禁运品。在此期间，由于英国蓟号潜艇接近，U-3号被迫下潜规避。它于10:56向英国潜艇发射了一枚鱼雷，但未能命中；事实上，英国人并未察觉自己已成为攻击目标并改为潜航通行。他们在不知德国人登船的情况下，从后方经过了这艘准备遭凿沉的轮船。一小时后，蓟号浮出水面离开该地区，与载有瑞典船员的救生艇相遇，遂通知对方回到古恩号，因为该船尚在漂浮。但与此同时，船上的通海阀已开启，并已放置了凿沉装药。登船搜查队也搭乘救生艇离开了古恩号，并与瑞典的幸存者一起被丹麦轮船达格玛号（Dagmar）接走。至10月1日凌晨5:30，U-3号再截停这艘轮船，让搜查队回到艇上，然后于9:10前往仍在漂浮的古恩号，用鱼雷将其击沉。无人在事件中伤亡。

### 第四次巡逻
U-3号与U-4号潜艇于1940年3月16日上午8:00共同从基尔出发，至第二天下午16:35抵达威廉港进行补给。船员们在那里过夜，于17日上午9:35与U-4号共同离开。此行的任务是奉命在挪威南部海域搜寻敌方潜艇，但在历时14天，足迹遍及北海、斯卡格拉克海峡和里讷斯讷斯，水面行程970海里（1,800）、水下行程126海里（233）的行动中，U-3号一无所获。3月26日，它收到来自U-21号潜艇的求救信号，后者在挪威奥德峡湾入口处的奥德克努彭岛附近搁浅，无法自行脱困。U-3号随后改变航向，以保护受困潜艇免遭袭击。它最终于3月29日夜间11:20回到威廉港。

### 第五次巡逻
在第五次巡逻中，U-3号与U-2号、U-5号和U-6号共同组成第八潜艇集群（驻里讷斯讷斯）参与德国入侵丹麦和挪威的威悉演习行动，并于1940年4月11日夜间11:55离开威廉港，随后在泊地抛锚。船员们在那里过夜，于翌日14:50离开，但由于潜望镜支架发生故障，又于当天19:20折返。经过连夜整修，该艇于13日中午12:37重新出发， 至4月19日上午10:33才返回威廉港。在这次为期8天、水面行程706.3海里（1,308.1）和水下行程80.5海里（149.1）的行动中，U-3号同样未能击沉或击伤任何舰船。
行动期间，英国潜艇海豚号曾于4月16日夜晚10:50在埃格尔松以西约10海里（19）向U-3号发射了6枚鱼雷。英国潜艇的船员听到鱼雷的爆炸声，并相信他们已经击沉了德国U-1号潜艇。然而，爆炸是来自一枚德国的G7a型鱼雷，该鱼雷射向海豚号，未能击中目标并在到达最大射程时引爆。U-3号在这次袭击中毫发未损。

### 结局
完成五次巡逻后的U-3号重返U艇学校暨训练区舰队，并于1940年7月1日跟随部队转驻皮劳。它其后再被转移至荷尔斯泰因地区诺伊施塔特，在那里用作针对深水炸弹的噪音和减震试验。该艇原本于1944年8月1日在哥滕哈芬退役，并拆作备件。但至1945年3月，U-3号又重新启用担任将德国难民从哥滕哈芬送往西部的任务。这些难民在斯维讷明德离艇，继而转乘欧罗巴号客轮进一步西行。同年5月3日，U-3号在诺伊施塔特被英国人俘获，他们发现该艇几乎只剩躯干部分，遂就地拆解报废。

## 袭击历史摘要
| 日期          | 船名     | 船籍 | 吨位  | 结局 |
| ------------- | -------- | ---- | ----- | ---- |
| 1939年9月30日 | 文迪亚号 | 丹麦 | 1,150 | 击沉 |
| 1939年10月1日 | 古恩号   | 瑞典 | 1,198 | 击沉 |

## 脚注
1. ↑  Rössler，第99頁.
2. ↑  Busch & Röll 1999，第283頁.
3. 1 2  威廉生，第6頁.
4. 1 2  Gröner 1991，第39–40頁.
5. 1 2  Helgason, Guðmundur. . German U-boats of WWII - uboat.net.   [2023-08-07]. （原始内容存档于2020-11-25）.
6. ↑  Helgason, Guðmundur. . German U-boats of WWII - uboat.net.   [2023-08-07]. （原始内容存档于2008-10-13）.
7. ↑  Helgason, Guðmundur. . German U-boats of WWII - uboat.net.   [2023-08-07]. （原始内容存档于2008-10-13）.
8. ↑  Helgason, Guðmundur. . German U-boats of WWII - uboat.net.   [2023-08-07]. （原始内容存档于2008-10-13）.
9. 1 2  Helgason, Guðmundur. . uboat.net.   [2023-08-07]. （原始内容存档于2022-05-20）.
10. ↑  Helgason, Guðmundur. . German U-boats of WWII - uboat.net.   [2023-08-07]. （原始内容存档于2023-01-30）.
11. ↑  Helgason, Guðmundur. . German U-boats of WWII - uboat.net.   [2023-08-07]. （原始内容存档于2023-02-03）.
12. ↑  Helgason, Guðmundur. . German U-boats of WWII - uboat.net.   [2023-08-07]. （原始内容存档于2008-08-30）.
13. 1 2  Helgason, Guðmundur. . German U-boats of WWII - uboat.net.   [2023-08-07]. （原始内容存档于2008-09-06）.